# Boia chi molla
Boia chi molla, que en italiano significa literalmente "verdugo (asesino) el que abandona (la lucha)" es un eslogan fascista. La frase tiene el sentido aproximado de "traidor quien ceda".
Posiblemente usado ya en tiempos de la República Partenopea (1799) y en los "cinco días de Milán" (1848), durante la Primera Guerra Mundial fue el lema de los Arditi ("valientes"), unidad de asalto del ejército italiano.[cita requerida] Algunos oficiales de dicho cuerpo de élite participaron en 1919 en la fundación de los Fasci di combattimento. A partir de ese momento, la frase pasó a formar parte del acervo del régimen fascista, tanto así que en la actualidad llega a pensarse de forma errónea que fue acuñada por el propio Benito Mussolini. En 1943 el lema fue utilizado por el ejército de la República Social Italiana, que continuaba combatiendo junto a la Alemania nazi contra el territorio italiano ocupado por los aliados.
La expresión volvió a ponerse de moda durante los Fatti di Reggio, una serie de revueltas que tuvieron lugar entre julio de 1970 y febrero de 1971 en protesta por la decisión de trasladar la capital de la Calabria de Catanzaro a Reggio. Ciccio Franco, portavoz de la CISNAL (Confederazione Italiana Sindacati Nazionali dei Lavoratori), un sindicato cercano al Movimiento Social Italiano (MSI), adoptó el boia chi molla como eslogan de la revuelta, hasta el punto de que los sucesos son recordados en ocasiones como "revuelta del boia chi molla".
A finales de los años 70 y principios de los años 80, la organización estudiantil del MSI, el Fronte Universitario d'Azione Nazionale, compuso un estribillo que contenía la frase: "Contro il sistema / La gioventù si scaglia / Boia chi molla / È il grido di battaglia" ("Contra el sistema / la juventud se arroja. / "Boia chi molla" / es el grito de batalla").
Hoy en día siguen usando la frase militantes fascistas y grupos de tifosi de extrema derecha de algunos equipos de fútbol italianos.
Boia chi molla ha tenido una gran influencia en la música nacionalista italiana del siglo XX.
- Datos: Q2258409